# La Gàrdia de Grimaud
La Gàrdia Frainet (en francès La Garde-Freinet) és un municipi francès situat al departament del Var i a la regió de Provença – Alps – Costa Blava.

## Fraxinètum
Vers 889 un vaixells amb 20 aventurers andalusins, probablement procedents de Bajjana va ancorar a l'actual La Gàrdia Frainet i s'hi van establir i van demanar reforços a l'Àndalus. Inicialment un simple establiment pirata per saquejar la regió, es va desenvolupar per l'arribada de més musulmans i va esdevenir un veritable centre comercial i militar, associat a les Balears, que va arribar a dominar uns 60 km, cobrint tot el modern Massís dels Maures i la Camarga. El seu cap fou reconegut com a emir dependent de l'emir (després califa) de l'Àndalus. Des de Fraxinètum els sarraïns feien incursions cap a altres llocs arribant fins al Piemont a Itàlia i controlaven els passos i colls dels Alps. Una posició avançada es va establir al pas de Sant Bernat prop de l'actual Saint-Maurice (al Valais) a Suïssa. La primera contraofensiva cristiana es va organitzar el 942 per part d'Hug d'Arle, però no es va portar a terme pel temor de la invasió de França pel rei d'Itàlia Berenguer i va signar un acord amb els musulmans que van rebre l'encàrrec de defensar els passos dels Alps per compte de França. Segurament fou llavors quan grups musulmans es van establir a la vall de l'Arc a la Mauriena, i a Faucigny i Tarentàsia. Vers el 944 l'emir de Fraxinètum, Kalra, fou rebut pel seu superior d'al-Àndalus, el califa Abd al-Rahman III.
El 956, l'emperador Otó I va enviar a Jean de Gorze com ambaixador durant dos anys a la cort del califa de Còrdova, per demanar l'aturada de les incursions dels musulmans des de Fraxinètum. El 972 els musulmans van fer una famosa incursió en què van segrestar a l'abat Maiol de Cluny, legat del papa i amic proper de l'emperadriu Adelaida; es va pagar el rescat, però es va organitzar tot seguit una expedició de càstig i el 973 foren derrotats per Guillem I de Provença i diversos senyors locals a la batalla de Tourtour en 973 i en els següents mesos foren aniquilats. Molts sarraïns van morir però alguns encara van restar a la regió fins que al cap d'uns segles van quedar absorbits per la població provençal.

## Demografia
| Evolució de la població |      |      |      |      |      |      |      |      |
| 1793                    | 1800 | 1806 | 1821 | 1831 | 1836 | 1841 | 1846 | 1851 |
| 1505                    | 1841 | 1797 | 1969 | 2112 | 2348 | 2386 | 2433 | 2573 |

| 1856 | 1861 | 1866 | 1872 | 1876 | 1881 | 1886 | 1891 | 1896 |
| ---- | ---- | ---- | ---- | ---- | ---- | ---- | ---- | ---- |
| 2589 | 2595 | 2649 | 2687 | 2651 | 2515 | 2331 | 2092 | 1872 |

| 1901 | 1906 | 1911 | 1921 | 1926 | 1931 | 1936 | 1946 | 1954 |
| ---- | ---- | ---- | ---- | ---- | ---- | ---- | ---- | ---- |
| 1569 | 1781 | 1770 | 1435 | 1190 | 1204 | 1132 | 1015 | 1028 |

| 1962 | 1968 | 1975 | 1982 | 1990 | 1999 | 2006 | 2011 | 2016 |
| ---- | ---- | ---- | ---- | ---- | ---- | ---- | ---- | ---- |
| 1134 | 1332 | 1241 | 1402 | 1465 | 1619 | -    | -    | -    |

| 2019 | - | - | - | - | - | - | - | - |
| ---- | - | - | - | - | - | - | - | - |
| -    | - | - | - | - | - | - | - | - |

## Administració
| Període   | Identitat             | Partit |
| --------- | --------------------- | ------ |
| 2001-2008 | André Werpin          |        |
| 2008-2009 | Jean-Claude Deletang  |        |
| 2009-     | Jean-Jacques Courchet |        |